# Gliese 876
Gliese 876 és una estrella nana vermella localitzada aproximadament a 15 anys llum dins la constel·lació d'Aquari. Com a estrella variable té la designació IL Aquarii. Des de 2006 aquesta estrella és coneguda per tenir planetes extrasolars, incloent un planeta amb una massa menor que la meitat de Neptú.

## Distància i visibilitat
Gliese 876 es troba a prop del sistema solar. D'acord amb els mesuraments astromètrics fets pel satèl·lit Hipparcos, l'estrella té una paral·laxi de 212,59 mil·lèsimes de segon d'arc, que correspon a la distància de 4,70 parsecs (15,3 anys llum). Malgrat estar tan a prop, aquesta estrella és massa feble per ser vista amb l'ull nu i només es pot veure amb un telescopi.

## Característiques de l'estrella
A causa del fet que és una estrella nana, Gliese 876 és menys massiva que el Sol: les estimacions suggereixen que només té un 32% de la massa solar. La temperatura de la superfície de Gliese 876 és més freda que la del cor del sistema solar, i un radi menor. Aquests factors combinats fan que la lluminositat de l'estrella sigui només com un 1,24% del Sol, encara que la majoria d'aquesta radiació és en la longitud d'ona de l'infraroig.
Les estimacions de l'edat i metal·licitat dels estels freds és dificultosa per la formació de molècules diatòmiques en la seva atmosfera, la qual cosa fa l'espectre extremadament complex. Adaptant l'espectre observat al model d'espectres, s'estima que Gliese 876 té una abundància lleugerament més baixa d'elements pesants comparat amb el Sol (al voltant d'un 75% de l'abundància de ferro).